# Джузеппе К'яппелла
Джузеппе К'яппелла (італ. Giuseppe Chiappella, нар. 28 вересня 1924, Сан-Донато-Міланезе — пом. 26 грудня 2009, Мілан) — італійський футболіст, що грав на позиції захисника. По завершенні ігрової кар'єри — футбольний тренер.
Виступав, зокрема, за «Фіорентину» та національну збірну Італії.
Чемпіон Італії. Дворазовий володар Кубка Італії (як тренер). Володар Кубка Кубків УЄФА (як тренер). Володар Кубка Мітропи (як тренер).

## Клубна кар'єра
У дорослому футболі дебютував 1946 року виступами за команду клубу «Піза», в якій провів три сезони, взявши участь у 97 матчах чемпіонату.
1949 року перейшов до клубу «Фіорентина», за який відіграв 11 сезонів. Більшість часу, проведеного у складі «Фіорентини», був основним гравцем захисту команди. В сезоні 1955/56 допоміг клубу вибороти перший в його історії титул чемпіонів Італії. Завершив професійну кар'єру футболіста виступами за команду «Фіорентина» у 1960 році.

## Виступи за збірну
1953 року дебютував в офіційних матчах у складі національної збірної Італії. Протягом кар'єри у національній команді, яка тривала 5 років, провів у формі головної команди країни 17 матчів.

## Кар'єра тренера
Розпочав тренерську кар'єру відразу ж по завершенні кар'єри гравця, 1960 року, очоливши на деякий час тренерський штаб клубу «Фіорентина». Згодом був головним тренером його команди протягом 1964—1967 років, які були серед найуспішніших в історії флорентійської команди. Протягом цього часу «Фіорентина» виходила переможцем у розіграші Кубка Італії, а також здобула один зі своїх двох континентальних трофеїв — Кубок Мітропи у 1966 році.
Надалі очолював команди клубів «Наполі», «Кальярі», «Інтернаціонале», «Верона», «Піза» та «Пескара». У 1978 році на нетривалий час повертався до «Фіорентини».
Останнім місцем тренерської роботи був клуб «Ареццо», команду якого Джузеппе К'яппелла очолював як головний тренер до 1985 року.
Помер 26 грудня 2009 року на 86-му році життя в Мілані.

## Статистика виступів

### Статистика виступів за збірну
| Дата       | Місто          | Господарі         | Результат | Гості             | Турнір                   | Голи | Примітки |
| ---------- | -------------- | ----------------- | --------- | ----------------- | ------------------------ | ---- | -------- |
| 13/11/1953 | Каїр           | Єгипет            | 1 – 2     | Італія            | Відбір до ЧС 1954        | -    |          |
| 13/12/1953 | Генуя          | Італія            | 3 – 0     | Чехословаччина    | товариський матч         | -    |          |
| 24/01/1954 | Мілан          | Італія            | 5 – 1     | Єгипет            | Відбір до ЧС 1954        | -    |          |
| 30/03/1955 | Штутгарт       | Німеччина         | 1 – 2     | Італія            | товариський матч         | -    |          |
| 29/05/1955 | Турин          | Італія            | 0 – 4     | СФРЮ              | Кубок Центральної Європи | -    |          |
| 18/12/1955 | Рим            | Італія            | 2 – 1     | Німеччина         | товариський матч         | -    |          |
| 15/02/1956 | Болонья        | Італія            | 2 – 0     | Франція           | товариський матч         | -    |          |
| 25/04/1956 | Мілан          | Італія            | 3 – 0     | Бразилія          | товариський матч         | -    |          |
| 24/06/1956 | Буенос-Айрес   | Аргентина         | 1 – 0     | Італія            | товариський матч         | -    |          |
| 01/07/1956 | Ріо-де-Жанейро | Бразилія          | 2 – 0     | Італія            | товариський матч         | -    |          |
| 11/11/1956 | Берн           | Швейцарія         | 1 – 1     | Італія            | Кубок Центральної Європи | -    |          |
| 09/12/1956 | Генуя          | Італія            | 2 – 1     | Австрія           | Кубок Центральної Європи | -    |          |
| 25/04/1957 | Рим            | Італія            | 1 – 0     | Північна Ірландія | Відбір до ЧС 1958        | -    |          |
| 12/05/1957 | Загреб         | СФРЮ              | 6 – 1     | Італія            | Кубок Центральної Європи | -    |          |
| 26/05/1957 | Лісабон        | Португалія        | 3 – 0     | Італія            | Відбір до ЧС 1958        | -    |          |
| 04/12/1957 | Белфаст        | Північна Ірландія | 2 – 2     | Італія            | товариський матч         | -    |          |
| 22/12/1957 | Мілан          | Італія            | 3 – 0     | Португалія        | Відбір до ЧС 1958        | -    |          |
| Усього     |                | Матчів            | 17        |                   | Голів                    | 0    |          |

## Титули та досягнення

### Як гравця
- Чемпіон Італії (1):

«Фіорентіна»: 1955–56

### Як тренера
- Володар Кубка Італії (1):

«Фіорентіна»: 1965–66
- Володар Кубка Кубків УЄФА (1):

«Фіорентіна»: 1960–61
- Володар Кубка Мітропи (1):

«Фіорентіна»: 1966